# 통영 용화사 목조지장시왕상
통영 용화사 목조지장시왕상(統營 龍華寺 木造地藏十王像)은 대한민국 경상남도 통영시 용화사에 있는 조선시대의 시왕상이다. 2001년 9월 27일 경상남도의 유형문화재 제364호로 지정되었다.

## 개요
용화사 명부전에 모셔져 있는 본존인 지장보살을 중심으로 하여 왼쪽에 도명존자(道明尊者)와 오른쪽에 무독귀왕(無毒鬼王), 그리고 그 좌우에 명부시왕(冥府十王)·귀왕·판관·사자상 등 모두 21구의 불상들이다.
이 시왕상 등은 경남 함양군 백전면 백운리에 소재했던 영은사(靈隱寺)가 폐사되면서 1903년에 용화사로 옮겨져 온 것으로 전해진다.
지장보살을 비롯한 도명존자와 무독귀왕 등은 대체적으로 양호한 상태로 도금 또는 채색되었고, 그 밖의 다른 시왕상 등은 퇴색되었거나 훼손부분을 약간씩 보수한 흔적이 있다. 지장보살의 얼굴은 원만한 편이며, 양 어깨를 감싸고 있는 옷에 결가부좌의 형태이다. 양손을 따로 만들어 끼워 넣었으며 왼손의 손바닥 위에 놓여 있는 보주(寶珠)도 따로 만든 것이다. 시왕상은 의자에 앉아 있는데 의자는 조립식으로 따로 만든 것이며, 시왕상 각각의 지물(持物) 또한 따로 만든 것이다. 귀왕·판관·사자·금강역사상의 대좌와 지물도 따로 만든 것이다.
용화사 사적기(事蹟記) 등으로 미루어 보아 조성연대는 강희 19년, 즉 조선 숙종 6년(1680)으로 추정된다.
지장삼존상과 시왕상이 상태가 양호하면서 전체적으로 일괄 조성되어 현존하는 드문 형태로 조선시대 불교조각사연구에 중요한 자료이다.

## 참고 문헌
- 통영 용화사 목조지장시왕상 - 국가유산청 국가유산포털